# Copa México
La Copa México fou una competició futbolística mexicana que es disputà al país sota diverses denominacions.

## Història
Va iniciar-se l'any 1907 gràcies a la donació del senyor Reginald Tower, ambaixador d'Anglaterra a Mèxic. Així la competició va rebre el nom de Copa Tower. El torneig només incorporava clubs de la Ciutat de Mèxic i voltants, i el primer club a obtenir el títol fou el Pachuca.
El 1919 el Real España guanyà la Copa Tower en propietat, pel que la lliga de la Primera Fuerza donà un nou trofeu que s'anomenà Copa Eliminatoria.
Amb la fundació el 1927 de la Federación Mexicana de Fútbol es va produir una tercera donació d'un trofeu el 1932. A partir d'aquest any la competició ja rep el nom de Copa México. La primera Copa México la va guanyar el Necaxa.
El 1943, amb l'aparició del professionalisme, la copa fou disputada pels integrants de la Primera Divisió mexicana o Liga Mayor. L'any 1950 s'hi van incorporar els equips de la Segona divisió, tot i que no hi van prendre part les temporades: 1956-57, 1963-64, 1994-95, 1995-96 i 1996-97.
A partir de la temporada 1995-96 es comencen a disputar a Mèxic els tornejos curts (Estiu, Hivern, Clausura i Apertura). La competició de copa començà a perdre interès, tant esportivament com econòmica. El 1997, a més, els clubs mexicans comencen a ser convidats a participar en la Copa Libertadores, en la seva edició de l'any 1998, fet que feu que la copa ni tingués cabuda en una agenda esportiva tan completa.

## Copa Tower (1907-1919)
| Any     | Campió         | Resultat | Subcampió  |
| ------- | -------------- | -------- | ---------- |
| 1907-08 | Pachuca        | 4-0      | Reforma AC |
| 1908-09 | Reforma AC     | 3-2      | México FC  |
| 1909-10 | Reforma AC     | 3-1      | Asturias   |
| 1910-11 | British Club   | 2-1      | España     |
| 1911-12 | Pachuca        | 4-0      | Reforma AC |
| 1912-13 | No es disputà1 |          |            |

| Any     | Campió    | Resultat | Subcampió |
| ------- | --------- | -------- | --------- |
| 1913-14 | México FC | 3-0      | Asturias  |
| 1914-15 | España    | 4-2      | Asturias  |
| 1915-16 | Rovers    | 3-1      | España    |
| 1916-17 | España    | 5-1      | México FC |
| 1917-18 | España    | 3-1      | Pachuca   |
| 1918-19 | España    | 3-0      | Asturias  |

1: Algunes fonts esmenten que la copa si es disputà el 1912-13 i el campió fou Rovers F. C.

## Copa Eliminatòria (1919-1932)
| Any     | Campió         | Resultat | Subcampió |
| ------- | -------------- | -------- | --------- |
| 1919-20 | No es disputà² |          |           |
| 1920-21 | México FC      | 4-2      | Pachuca   |
| 1921-22 | Asturias F.C.  | 4-1      | España    |
| 1922-23 | Asturias F.C.  | 3-0      | España    |

| Any     | Campió        | Resultat | Subcampió  |
| ------- | ------------- | -------- | ---------- |
| 1923-24 | Asturias F.C. | 5-3      | Reforma AC |
| 1924-25 | Necaxa        | 3-2      | Asturias   |
| 1925-26 | Necaxa        | 4-2      | España     |
| 1926-32 | No es disputà |          |            |

2.- Algunes fonts esmenten que el Germania FV guanyà la Copa el 1919

## Copa México (1932-1943)
| Any     | Campió        | Resultat | Subcampió |
| ------- | ------------- | -------- | --------- |
| 1932-33 | Necaxa        | 3-1      | Germania  |
| 1933-34 | Asturias      | 4-1      | América   |
| 1934-35 | No es disputà |          |           |
| 1935-36 | Necaxa        | 2-1      | Asturias  |
| 1936-37 | Asturias      | 5-3      | América   |
| 1937-38 | América       | 3-1      | España    |

| Any     | Campió    | Resultat | Subcampió |
| ------- | --------- | -------- | --------- |
| 1938-39 | Asturias  | 4-3      | España    |
| 1939-40 | Asturias  | 1-0      | Necaxa    |
| 1940-41 | Asturias  | 4-2      | Necaxa    |
| 1941-42 | Atlante   | 3-0      | Asturias  |
| 1942-43 | Moctezuma | 3-1      | América   |

## Copa México Època Professional (1943-1997)
| Temporada | Campió           | Resultat    | Subcampió        |
| --------- | ---------------- | ----------- | ---------------- |
| 1943-44   | España           | 6-2         | Atlante          |
| 1944-45   | Puebla           | 6-4         | América          |
| 1945-46   | Atlas            | 5-4         | Atlante          |
| 1946-47   | Moctezuma        | 4-3         | Oro              |
| 1947-48   | Veracruz         | 3-1         | Guadalajara      |
| 1948-49   | León             | 3-0         | Atlante          |
| 1949-50   | Atlas            | 3-1         | Veracruz         |
| 1950-51   | Atlante          | 1-0         | Guadalajara      |
| 1951-52   | Atlante          | 2-0         | Puebla           |
| 1952-53   | Puebla           | 4-1         | León             |
| 1953-54   | América          | 1-1 (3-2)¹  | Guadalajara      |
| 1954-55   | América          | 1-0         | Guadalajara      |
| 1955-56   | Toluca           | 2-1         | Irapuato         |
| 1956-57   | Zacatepec        | 2-1         | León             |
| 1957-58   | León             | 5-2         | Zacatepec        |
| 1958-59   | Zacatepec        | 2-1         | León             |
| 1959-60   | Necaxa           | 2-2 (10-9)¹ | Tampico          |
| 1960-61   | Tampico          | 1-0         | Toluca           |
| 1961-62   | Atlas            | 3-3 i 1-0   | Tampico          |
| 1962-63   | Guadalajara      | 2-1         | Atlante          |
| 1963-64   | América          | 1-1 (5-4)¹  | Monterrey        |
| 1964-65   | América          | 4-0         | Morelia          |
| 1965-66   | Necaxa           | 3-3 i 1-0   | León             |
| 1966-67   | León             | 2-1.        | Guadalajara      |
| 1967-68   | Atlas            | 2-1         | Veracruz         |
| 1968-69   | Cruz Azul        | 2-1         | Monterrey        |
| 1969-70   | Guadalajara      | 3-2 i 2-1   | Torreón          |
| 1970-71   | León             | 0-0 (10-9)¹ | Zacatepec        |
| 1971-72   | León             | Grup²       | Puebla           |
| 1973-74   | América          | 2-1 i 1-1   | Cruz Azul        |
| 1974-75   | UNAM             | Grup²       | U de Guadalajara |
| 1975-76   | UANL             | 2-0 i 1-2   | América          |
| 1987-88   | Puebla           | 0-0 i 1-13  | Cruz Azul        |
| 1988-89   | Toluca           | 2-0 i 1-1   | U de Guadalajara |
| 1989-90   | Puebla F.C.      | 4-1 i 0-2   | UANL             |
| 1990-91   | U de Guadalajara | 1-0 i 0-0   | América          |
| 1991-92   | Monterrey        | 4-2         | Ciudad Juárez    |
| 1994-95   | Necaxa           | 2-0         | Veracruz         |
| 1995-96   | UANL             | 1-1 i 1-0   | Atlas            |
| 1996-97   | Cruz Azul        | 2-0         | Toros Neza       |

1:Penals,
2: Fase de grups (1971-72 els 4 equips classificats foren: León, Puebla, Guadalajara i Cruz Azul),
3:Valor doble dels gols en camp contrari

### Copa MX
| Temporada     | Campió      | Resultat            | Subcampió   |
| ------------- | ----------- | ------------------- | ----------- |
| Apertura 2012 | Sinaloa     | 2 (5) - 2 (4) (pen) | UAT         |
| Clausura 2013 | Cruz Azul   | 0(4) - 0 (2) (pen)  | Atlante     |
| Apertura 2013 | Morelia     | 3 (3) - 3 (1) (pen) | Atlas       |
| Clausura 2014 | UANL        | 3-0                 | Oaxaca      |
| Apertura 2014 | Santos      | 2 (4) - 2(2) (pen)  | Puebla      |
| Clausura 2015 | Puebla      | 4-2                 | Guadalajara |
| Apertura 2015 | Guadalajara | 1-0                 | León        |
| Clausura 2016 | Veracruz    | 4-1                 | Necaxa      |
| Apertura 2016 | Querétaro   | 0 (3)-0 (2) (pen)   | Guadalajara |
| Clausura 2017 | Guadalajara | 0 (3)-0 (1) (pen)   | Morelia     |
| Apertura 2017 | Monterrey   | 1-0                 | Pachuca     |

## Palmarès

### Campions de l'era amateur
| Equip        | Campió |
| ------------ | ------ |
| Asturias     | 8      |
| España       | 4      |
| Necaxa       | 4      |
| Pachuca      | 2      |
| Reforma AC   | 2      |
| México FC    | 2      |
| British Club | 1      |
| Rovers       | 1      |
| América      | 1      |
| Atlante      | 1      |
| Moctezuma    | 1      |

### Campions i sotscapions de l'era professional
| Equip            | Campió | Subcampió |
| ---------------- | ------ | --------- |
| León             | 5      | 4         |
| América          | 5      | 3         |
| Puebla           | 4      | 2         |
| Atlas            | 4      | 1         |
| Necaxa           | 3      | 0         |
| Guadalajara      | 2      | 5         |
| Atlante          | 2      | 4         |
| Zacatepec        | 2      | 2         |
| Cruz Azul        | 2      | 2         |
| Toluca           | 2      | 1         |
| UANL             | 2      | 1         |
| Veracruz         | 1      | 3         |
| Tampico          | 1      | 2         |
| U de Guadalajara | 1      | 2         |
| Monterrey        | 1      | 2         |
| España           | 1      | 0         |
| Moctezuma        | 1      | 0         |
| UNAM             | 1      | 0         |
| Oro              | 0      | 1         |
| Irapuato         | 0      | 1         |
| Morelia          | 0      | 1         |
| Torreón          | 0      | 1         |
| Ciudad Juárez    | 0      | 1         |
| Toros Neza       | 0      | 1         |

### Campions de 1907 a 1997 (Amateur i Professional)
| Equip            | Campió |
| ---------------- | ------ |
| Asturias         | 8      |
| Necaxa           | 7      |
| América          | 6      |
| España           | 5      |
| León             | 5      |
| Puebla           | 4      |
| Atlas            | 4      |
| Atlante          | 3      |
| Guadalajara      | 2      |
| Zacatepec        | 2      |
| Cruz Azul        | 2      |
| Toluca           | 2      |
| UANL             | 2      |
| Pachuca          | 2      |
| Moctezuma        | 2      |
| Reforma AC       | 2      |
| México FC        | 2      |
| Veracruz         | 1      |
| Tampico          | 1      |
| U de Guadalajara | 1      |
| Monterrey        | 1      |
| UNAM             | 1      |
| British Club     | 1      |
| Rovers           | 1      |